# André Parrot
André Parrot (Désandans, 15 febbraio 1901 – Parigi, 24 agosto 1980) è stato un archeologo francese.
Docente di archeologia orientale all'École du Louvre, dottore in teologia, fu professore di lingua e letteratura ebraica (1937-1949), di storia delle religioni (1950-1955) presso la facoltà di teologia protestante di Parigi. Partecipò agli scavi di Biblo (1928). Diresse la campagna di scavo di Baalbek (1927-1928), di  Tello (1931-1933) e di Larsa (1933 e 1967). Nel 1933 divenne capo della spedizione che scoprì Mari. Dal 1968 fu direttore del Louvre.

## Opere
- Mari, a lost city (1936)
- Mesopotamian Archaeology (1946–1953)
- The Temple of Jerusalem (1957)
- I Sumeri (1960)
- Gli Assiri (1961)
- Abraham and His Times (1962, Oxford UP)
- The Treasure of Ur (1968)
- The Art of Sumer (1970)
- The excavations of Mari, 18th and 19th campaigns (1970–1971)
- Mari, fabulous capital (1974)
- I Fenici (1975) assieme a Maurice H. Chéhab e Sabatino Moscati
- Archaeology (1976)
- Archaeological Adventure (1979)